# Gronard
Gronard ist eine französische Gemeinde mit 61 Einwohnern (Stand 1. Januar 2022) im Département Aisne in der Region Hauts-de-France. Sie gehört zum Arrondissement Vervins, zum Kanton Vervins und zum Gemeindeverband Thiérache du Centre.

## Geographie
Die Gemeinde Gronard liegt an der Brune auf einer Hochebene in der Thiérache, 37 Kilometer nordöstlich von Laon und rund sechs Kilometer südlich von Vervins. Nachbargemeinden von Gronard sind Gercy im Nordwesten und Norden, Hary im Nordosten und Osten, Burelles im Südosten, Prisces im Süden, Houry im Südwesten sowie Saint-Gobert im Westen.

## Bevölkerungsentwicklung
| Jahr                       | 1962 | 1968 | 1975 | 1982 | 1990 | 1999 | 2006 | 2012 | 2022 |
| Einwohner                  | 102  | 108  | 85   | 85   | 79   | 78   | 75   | 75   | 61   |
| Quellen: Cassini und INSEE |      |      |      |      |      |      |      |      |      |

## Sehenswürdigkeiten
- Wehrkirche Saint-Théodulphe, Monument historique seit 1995[1]
- Schmalbahnen von Tavaux-Pontséricourt
- Lavoir

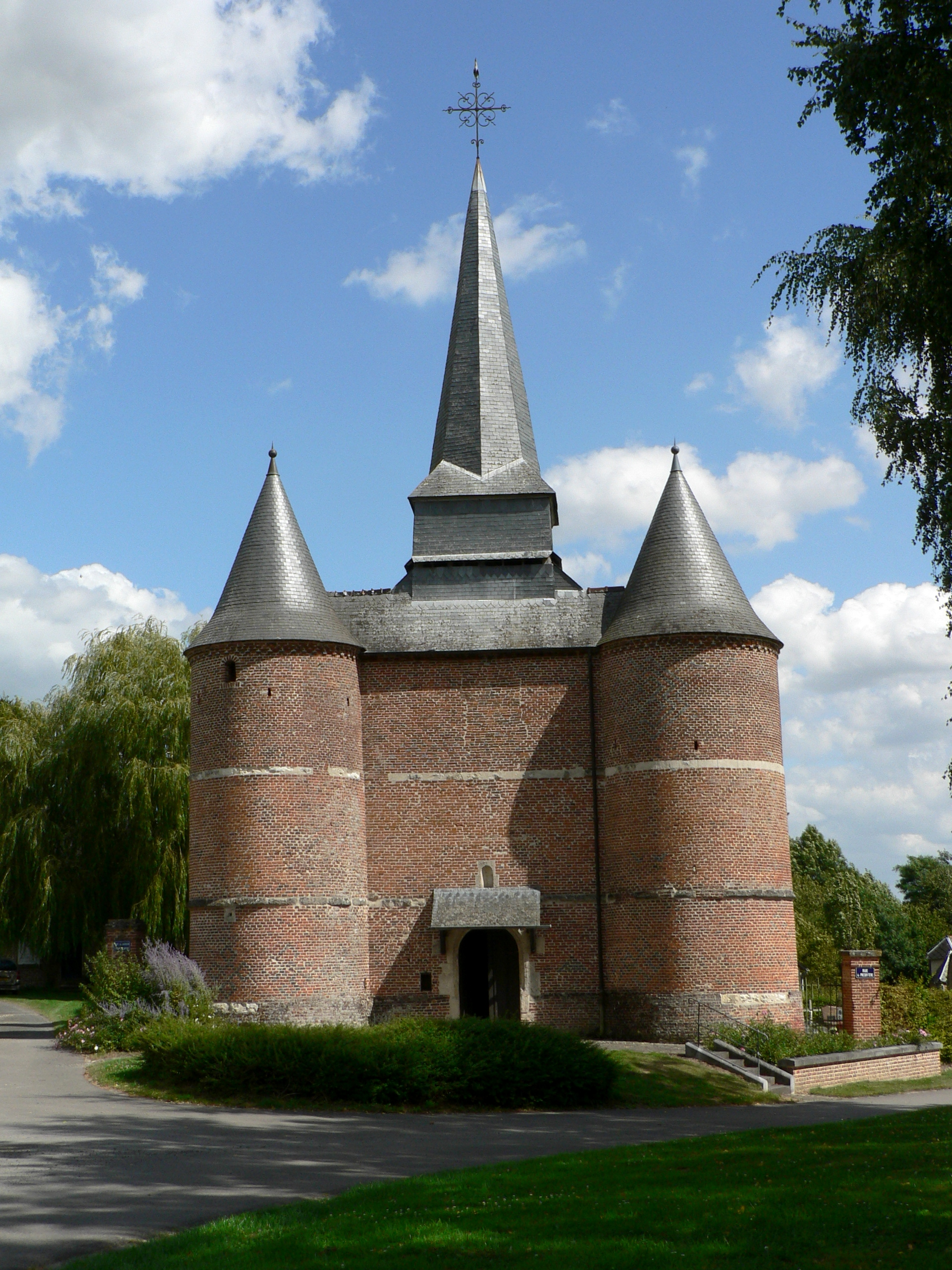
Kirche Saint-Théodulphe
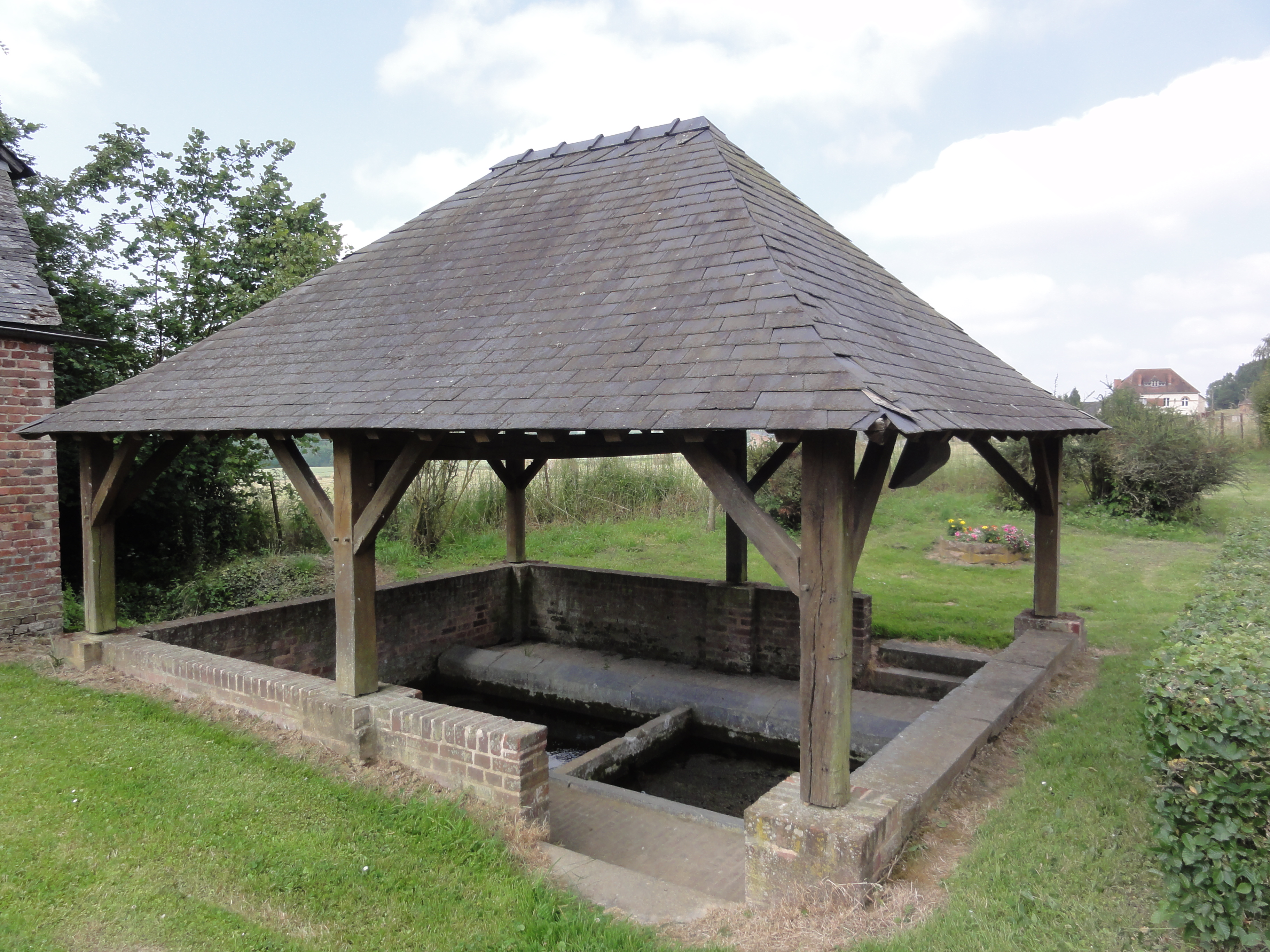
Lavoir